# Holliday (Teksas)
Holliday – miasto w Stanach Zjednoczonych, w stanie Teksas, w hrabstwie Archer.